# Экин-Тикин
Экин-Тикин (узб. Ekin tikin / Экин тикин) — посёлок городского типа, расположенный на территории Андижанского района Андижанской области Республики Узбекистан.

Статус посёлка городского типа с 2009 года.